# Baba Vanga
Vanga, vlastním jménem Vangelija Pandeva Dimitrova-Gušterova (3. října 1911 Strumica – 11. srpna 1996 Sofie), byla bulharská nevidomá věštkyně.
Její život je opředen různými mýty. Údajně v raném dětství přežila silnou bouři, při které přišla o zrak, ale zároveň nabyla věštecké schopnosti. Během socialismu se těšila úctě nejvyšších stranických představitelů, což bylo v rozporu s jejich materialistickým světonázorem. Pochybné pseudovědecké zdroje, jako je The Weiser Field Guide, tvrdí, že předpovídala rozpad Sovětského svazu, katastrofu v Černobylu, datum Stalinovy smrti, potopení ruské ponorky Kursk, teroristické útoky 11. září, smrt princezny Diany a Topalovovo vítězství ve Světovém šachovém turnaji. Její předpovědi z nedávné minulosti se nevyplnily (např. třetí světová válka v roce 2010, téměř pustá Evropa v roce 2016), naopak významné události hodné zmínění (např. Covid-19) se mezi jejími předpověďmi nenacházejí.

## Odkaz

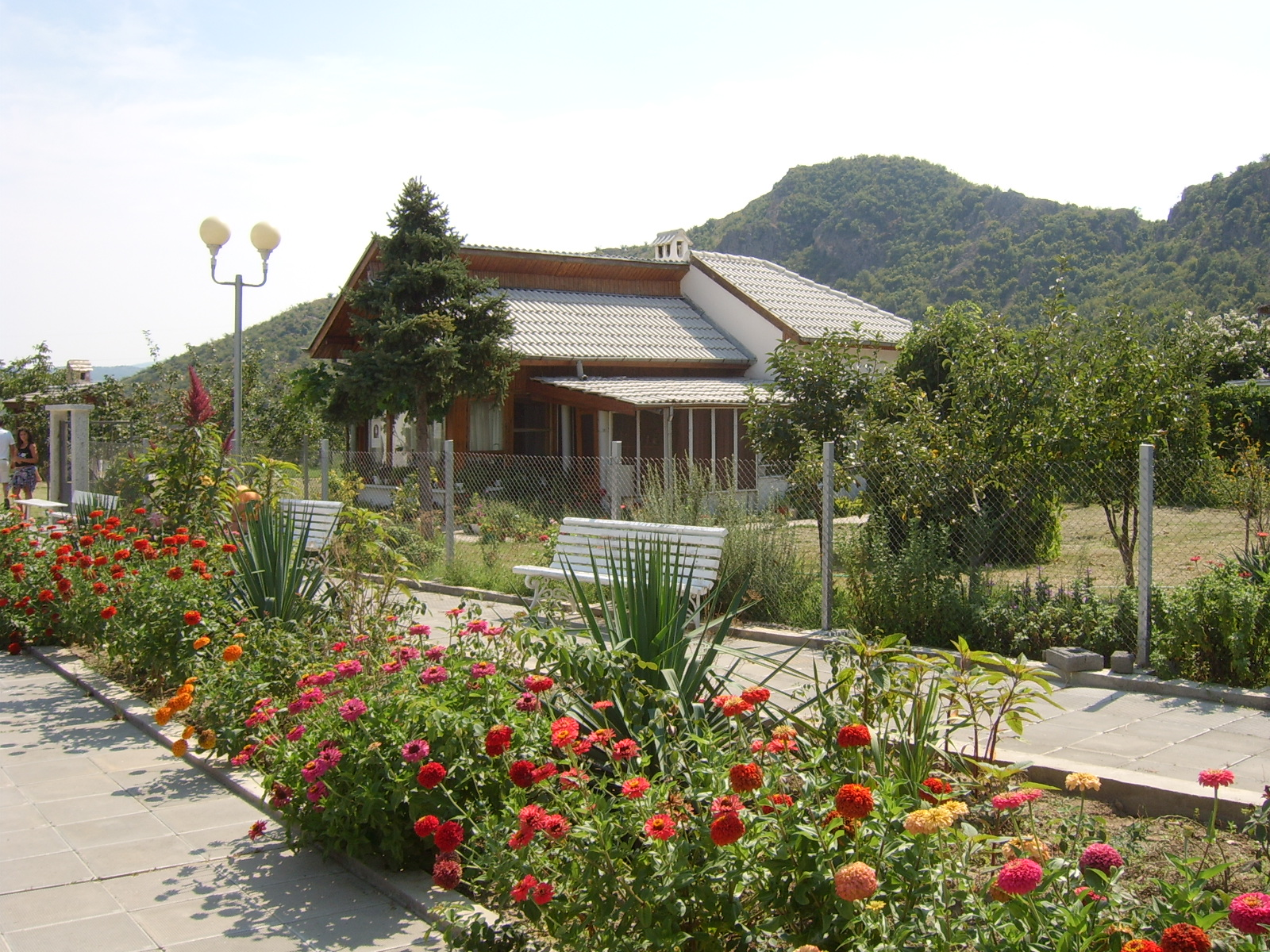
Dům Baby Vangy v Rupite

Ve své závěti odkázala Vanga všechen svůj majetek bulharskému státu. V souladu se závětí byl její dům ve městě Petrič přeměněn na muzeum. Jsou zde vystaveny její osobní předměty, fotografie a dárky od lidí, kterým za svého života pomohla. Muzeum bylo otevřeno 5. května 2008. Až po vyřešení právních sporů s příbuznými, kteří zpochybnili část závěti, byl roce 2014 veřejnosti otevřen také dům ve vesnici Rupite, kde Baba Vanga žila mezi lety 1970 a 1996.
Baba Vanga se stala inspirací pro televizní seriál Vangelija, který vysílal ruský První kanál v roce 2013.